# 李彩領
李彩領（：／Lee Chae-Ryeong；2001年6月5日—）是一名韓國女歌手及舞者，為JYP娛樂旗下女子團體ITZY成員，隊內擔任主舞、副唱及副饒舌。早期曾被誤譯為彩鈴。

## 生平
彩領有一個姊姊與一個妹妹，姐姐為solo歌手李彩演。 妹妹為圈外人李彩珉，與她相差5歲。
中學時期曾是全國10人團體跳繩比賽銀牌。

### 2013年：《K-pop Star 3》
2013年與姊姊李彩演一同參加《K-pop Star 3》，被稱為完全彩姐妹，以強勁的舞蹈實力獲得了JYP娛樂創辦人朴軫永的肯定，雖然在《K-pop Star 3》沒有進入總決賽，但後與姊姊於2014年5月底簽約JYP娛樂成為旗下練習生，也是ITZY隊中練習生時期最長的成員。

### 2015年-2017年：《SIXTEEN》、《Stray Kids》
2015年以JYP練習生身份參加了JYP與Mnet合作的選秀節目《SIXTEEN》，成員必須在節目裡進行各種唱歌、舞蹈等嚴格訓練一同競爭出道位。彩領最終止步於決賽，未能獲選為女團TWICE一員。節目結束後恢復成練習生身份並留在JYP娛樂，有別於其他練習生在落選後便離開公司，彩領是SIXTEEN未獲選的練習生之中，唯一一位繼續留在JYP的成員。
2017年與同為ITZY之成員黃禮志、申留眞、申有娜和其他練習生一同參與了JYP娛樂與Mnet合作的選秀節目《Stray Kids》，在第一集中以女子2組的身份跟男子Project Team對決。

### 2019年：出道
2019年1月20日，ITZY官方網站開啟，官方YouTube頻道上傳預告影片並公開新女團團名及成員，彩領為成員之一。
2019年1月31日，上午12點發布彩領預告照。

## 外部連結
- 李彩領的Instagram帳戶

 维基共享资源上的相關多媒體資源：李彩領